# Stade du 4-Mars-1956
Le Stade du 4 mars 1956 est un stade de football situé dans la ville de Tébessa en Algérie. Il accueille les rencontres du club local : l’Union sportive de Tébessa.

## Historique
Le stade est inauguré en 1992 avec une capacité 17 250 places. En 2012, la pelouse naturelle est remplacée et une pelouse synthétique.